# Stijn D'Hulst
Stijn D'Hulst (Courtrai, 24 aprile 1991) è un pallavolista belga, palleggiatore del Roeselare.

## Carriera

### Club
La carriera di Stijn D'Hulst inizia nel Roeselare, club con il quale esordisce nella Liga A belga nella stagione 2010-11 e con cui, in sette annate di permanenza, vince tre Supercoppe, quattro Coppe del Belgio e cinque campionati.
Nella stagione 2017-18 si trasferisce ai tedeschi del Dürener, in 1. Bundesliga, mentre in quella successiva viene ingaggiato dalla Lube di Treia, nella Superlega italiana, con cui si aggiudica lo scudetto 2018-19, la Champions League 2018-19, il campionato mondiale per club 2019 e la Coppa Italia 2019-20.
Dopo due stagioni con la casacca marchigiana, nell'annata 2020-21 fa ritorno in patria, nuovamente al club di Roeselare, vincendo ulteriori tre coppe nazionali, quattro campionati e due edizioni della Supercoppa belga.

### Nazionale
Fa parte delle nazionali giovanili belghe dal 2008 al 2011, partecipando alle competizioni con le selezioni under 19, under 20 e under 21.
Nel 2011 ottiene le prime convocazioni nella nazionale maggiore, con cui, nel 2013, vince la medaglia d'oro all'European League.

## Palmarès

### Club
- Campionato belga: 9

2012-13, 2013-14, 2014-15, 2015-16, 2016-17, 2020-21, 2021-22, 2022-23, 2023-24
- Campionato italiano: 1

2018-19
- Coppa del Belgio: 7

2010-11, 2012-13, 2015-16, 2016-17, 2020-21, 2022-23, 2023-24
- Coppa Italia: 1

2019-20
- Supercoppa belga: 4

2010, 2013, 2014, 2022, 2023
- Campionato mondiale per club: 1

2019
- Champions League: 1

2018-19

### Nazionale (competizioni minori)
- European League 2013